# Джованні Батіста Рубіні
Джованні Батіста Рубіні (італ. Giovanni Battista Rubini; *7 квітня 1794, Романо-ді-Ломбардія, Італія — †3 березня 1854, Романо-ді-Ломбардія, Італія) — уславлений італійський співак-тенор XIX століття.

## Біографія і творчість
Джованні Батіста Рубіні в 1816—1817 роках мав блискучий успіх у Римі, в опері Джоаккіно Россіні «Сорока-злодійка» («Gazza ladra») за п'єсою Л.-Ш. Кеньє і д’Обіньї «Сорока-злодійка, або Служанка з Палезо».
1825 року виступив уперше в столиці Франції місті Парижі.
Чарівність його голосу, стиль, редкісна елегантність в колоратурі забезпечили його успіх. Критики того часу, відгукуючись про його спів, називали його «королем тенорів». особливо Джованні Рубіні був неповторним в операх Вінченцо Белліні.
1843 року Джованні Батіста Рубіні здійснив разом із піаністом і композитором Ференцем Листом гастрольне концертне турне Голландією та Німеччиною.
1844 року в столиці Російської імперії місті Санкт-Петербурзі Джованні Рубіні виступав разом із Антоніо Тамбуріні та Полиною Віардо-Гарсіа.
Джованні Батіста Рубіні помер 3 березня 1854 року в Романо-ді-Ломбардії.

## Сім'я
Дружина Рубіні, француженка, уроджена Шомель (1794—1874), також мала успіх як співачка (під прзвищем Комеллі).

## Виноски
1. ↑  Г. Риман Шомель // Музыкальный словарь: Перевод с 5-го немецкого издания / под ред. Ю. Д. Энгель — Москва: Музыкальное издательство П. И. Юргенсона, 1901. — Т. 3. — С. 1436.
2. ↑  Шомель // Энциклопедический словарь — СПб: Брокгауз — Ефрон, 1903. — Т. XXXIXа. — С. 771.
3. ↑  Шомель // Энциклопедический словарь Брокгауза и Ефрона : в 86 т. (82 т. и 4 доп. т.). — СПб., 1890—1907. (рос. дореф.)